# Malorie Blanc
Malorie Blanc (ur. 6 stycznia 2004) – szwajcarska narciarka alpejska, trzykrotna medalistka mistrzostw świata juniorów.

## Kariera
Po raz pierwszy na arenie międzynarodowej pojawiła się 17 listopada 2020 roku w Arosie, gdzie nie ukończyła pierwszego przejazdu w gigancie. W 2023 roku wystartowała na mistrzostwach świata juniorów w St. Anton, gdzie zajęła 13. miejsce w zjeździe i 14. w supergigancie. Podczas rozgrywanych rok później mistrzostw świata juniorów w Portes du Soleil zdobyła złote medale w supergigancie i zawodach drużynowych oraz srebrny w zjeździe.
W zawodach Pucharu Świata zadebiutowała 21 grudnia 2024 roku w Sankt Moritz, gdzie nie ukończyła supergiganta. Pierwsze pucharowe punkty zdobyła od razu stając na podium, 11 stycznia 2025 roku w Altenmarkt-Zauchensee, kończąc rywalizację w zjeździe na drugiej pozycji. W zawodach tych rozdzieliła Włoszkę Federicę Brignone i Czeszkę Ester Ledecką.

## Osiągnięcia

### Mistrzostwa świata
| Miejsce | Dzień     | Rok  | Miejscowość | Konkurencja          | Czas biegu | Strata | Zwyciężczyni        |
| ------- | --------- | ---- | ----------- | -------------------- | ---------- | ------ | ------------------- |
| 12.     | 6 lutego  | 2025 | Saalbach    | Supergigant          | 1:20,47    | +1,19  | Stephanie Venier    |
| 19.     | 6 lutego  | 2025 | Saalbach    | Zjazd                | 1:41,29    | +2,20  | Breezy Johnson      |
| 15.     | 11 lutego | 2025 | Saalbach    | Kombinacja drużynowa | 2:40,89    | +2,15  | Stany Zjednoczone 1 |

### Mistrzostwa świata juniorów
| Miejsce | Dzień       | Rok  | Miejscowość      | Konkurencja          | Czas biegu | Strata | Zwyciężczyni     |
| ------- | ----------- | ---- | ---------------- | -------------------- | ---------- | ------ | ---------------- |
| 13.     | 19 stycznia | 2023 | Sankt Anton      | Zjazd                | 57,51      | +1,47  | Stefanie Grob    |
| 14.     | 20 stycznia | 2023 | Sankt Anton      | Supergigant          | 1:01,64    | +2,70  | Lara Colturi     |
| 2.      | 30 stycznia | 2024 | Portes du Soleil | Zjazd                | 1:08,39    | +0,01  | Victoria Olivier |
| 1.      | 31 stycznia | 2024 | Portes du Soleil | Kombinacja drużynowa | 2:06,38    | -      | -                |
| 1.      | 31 stycznia | 2024 | Portes du Soleil | Supergigant          | 1:15,03    | -      | -                |
| DNF1    | 2 lutego    | 2024 | Portes du Soleil | Gigant               | 2:01,96    | -      | Britt Richardson |

### Puchar Świata

#### Miejsca w klasyfikacji generalnej
- sezon 2024/2025:

#### Miejsca na podium w zawodach
1. Altenmarkt-Zauchensee − 11 stycznia 2025 (zjazd) – 2. miejsce